# Nomosphecia mexicana
Nomosphecia mexicana là một loài tò vò trong họ Ichneumonidae.